# Teofil III.
Teofil III.  (rođen 4. travnja 1952.) - pravoslavni patrijarh Jeruzalema.

## Životopis
Teofil III. ili pravog imena Ηλίας Γιαννόπουλος (Ilija Ivanopaulski) rođen je u (Messenii) 4. travnja 1952. Teološki studij završio je u Ateni i Londonu. Godine 1984. patrijarh jeruzalemski Bartolomej I. imenovao ga je arhiđakonom, a od 1991. – 1995. vrši svećeničku službu u Kani Galilejskoj.
Od 2000. do 2003. godine bio je župnik crkve u Moskovskoj patrijarhiji. U veljači 2005. postao je nadbiskup Tabora, a 22. kolovoza 2005. godine od strane Svetog sinoda Pravoslavne crkve u Jeruzalemu izabran je za 141. patrijarha kako bi naslijedio Ireneja I. Patrijarh nosi titulu Patrijarha Svetog Grada Jeruzalema i njegove Božanske sreće cijele Palestine, Sirije, Saudijske Arabije, Jordana i drugih zemalja i Svetog Siona.
Za patrijarha ga je priznala izraelska vlast 16. prosinca 2007. godine.